# تپه طلا
تپه طلا مربوط به هزاره اول قبل از میلاد است و در شهرستان سقز، بخش زیویه، روستای قلعه کورکور واقع شده و این اثر در تاریخ ۲۵ اسفند ۱۳۸۰ با شمارهٔ ثبت ۵۰۹۷ به‌عنوان یکی از آثار ملی ایران به ثبت رسیده است.